# Thiago Almada
Thiago Ezequiel Almada (* 26. dubna 2001, Ciudadela, Buenos Aires) je argentinský profesionální fotbalista, který hraje jako útočící záložník nebo křídlo za Olympique Lyon a argentinský národní tým. Vyhrál Mistrovství světa ve fotbale 2022. 
Stal se prvním hráčem, který získal titul mistra světa v době, kdy hrál za klub z Major League Soccer (jako hráč Atlanta United).